# Premi Jaume Fuster
El premi Jaume Fuster dels Escriptors en Llengua Catalana és un guardó que concedeix l'Associació d'Escriptors en Llengua Catalana (AELC) a través de les votacions dels socis escriptors. Distingeix un autor per la trajectòria de la seva obra.

## Cronologia
- 2025: Enric Casasses[3]
- 2024: Antonina Canyelles
- 2023: Antoni Vidal Ferrando
- 2022: Olga Xirinacs[4]
- 2021: Marc Granell[5]
- 2020: Narcís Comadira[6]
- 2019: Antònia Vicens[7]
- 2018: Francesc Parcerisas[8]
- 2017: Jordi Pàmias[9]
- 2016: Carles Hac Mor[10]
- 2015: Joan Margarit[1]
- 2014: Jaume Pérez Montaner[11]
- 2013: Isabel-Clara Simó[12]
- 2012: Josep Vallverdú
- 2011: Emili Teixidor
- 2010: Màrius Sampere
- 2009: Maria Barbal
- 2008: Montserrat Abelló
- 2007: Joan Francesc Mira
- 2006: Feliu Formosa
- 2005: Carme Riera
- 2004: Maria Antònia Oliver
- 2003: Jaume Cabré
- 2002: Quim Monzó
- 2001: Jesús Moncada